# Lines (film, 2014)
Pour plus de détails, voir Fiche technique et Distribution.
Lines est un court-métrage canadien écrit et réalisé par Amy Jo Johnson. Il met en vedette : Amy Jo Johnson, Enrico Colantoni et Ingrid Kavelaars,.

## Synopsis
Le film dévoile une femme, qui à la quarantaine, parle de ses imperfections à un docteur,.

## Distribution
- Amy Jo Johnson : Amelia
- Enrico Colantoni : Le docteur
- Ingrid Kavelaars : L'infirmière

## Développement
Le film a été financé par une campagne de financement sur le site Indiegogo.

## Bande originale
La musique du film est composée des titres : All The Pretty Mistakes de Charlotte Cornfield, Million de Cinjun Tate, Smooth Tropical Jazz Loop de Luis Novo et de Lines par Amy Jo Johnson.

## Distinctions
Lines remporte le prix de la meilleure comédie en 2014 lors du Toronto International Film Festival et le prix de la meilleure actrice en 2015 lors Buffalo Niagara Film Festival.
Il est également sélectionné pour plusieurs festivals.